# A Jealous Guy
Pour plus de détails, voir Fiche technique et Distribution.
A Jealous Guy est un film muet américain réalisé par Larry Semon et sorti en 1916.

## Fiche technique
- Titre : A Jealous Guy
- Réalisation : Larry Semon
- Scénario : C. Graham Baker, Larry Semon
- Société de production : Vitagraph Company of America
- Société de distribution : General Film Company
- Pays d'origine :  États-Unis
- Langue : film muet avec les intertitres en anglais
- Métrage : 300 m
- Format : Noir et blanc - 35 mm - 1,33:1  -  Muet
- Genre : Comédie
- Durée : 10 minutes
- Dates de sortie :
  -  États-Unis : 28 juillet 1916

## Distribution
- Hughie Mack : Hughey Hunk
- Jewell Hunt : Mrs Winsome
- Billy Baxter : Wildo Winsome
- Eddie Dunn (en) : le valet
- Vida Ramon : la servante